# Linha 7 do Metropolitano de Paris

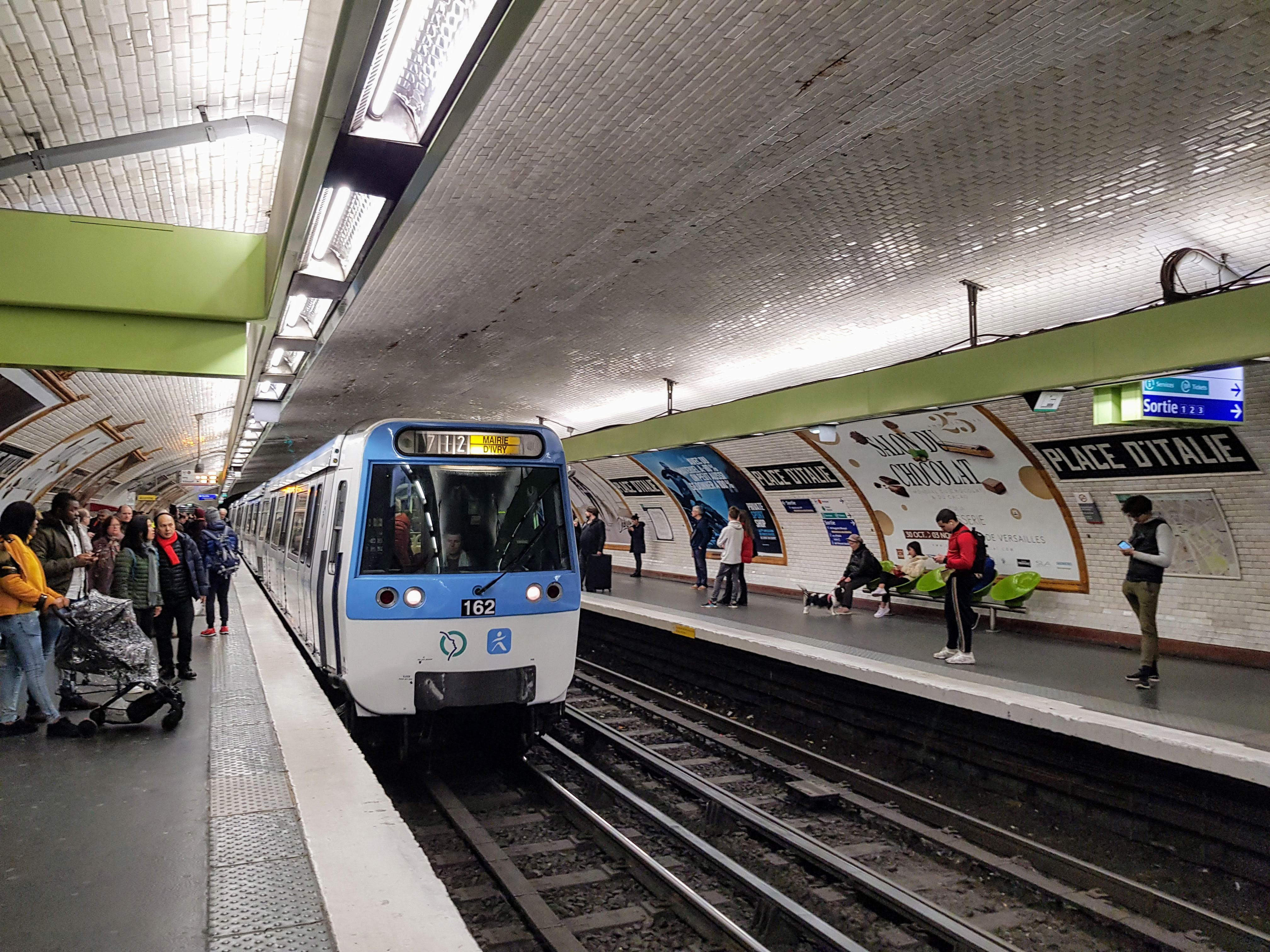
MF 77 renovado na estação Place d'Italie

A Linha 7 do Metropolitano de Paris é uma das 16 linhas do Metrô de Paris. Ela liga La Courneuve - 8 Mai 1945 no norte de Paris a Mairie d'Ivry e Villejuif - Louis Aragon no sul de Paris, passando pelo centro de Paris. Com 18,6 km, a linha 7 é uma das mais longas da rede do Metrô de Paris. Além disso, com 38 estações, é a linha que tem mais estações, junto com a linha 8.

## História
A Linha 7 foi inaugurada em 1910. Originalmente ia de Opéra a Porte de la Villette. Em 1911 surgiu o ramal de Louis Blanc a Pré-Saint-Gervais. Em 1916 se estendeu a Palais-Royal. Em 1926 se estendeu a Pont Marie. Em 1930 foi criado o trecho entre Place Monge e Porte d'Italie da Linha 10. No mesmo ano esse trecho se estendeu a Porte de Choisy. Ainda nesse ano a Linha 7 se estendeu a Pont Sully, atual Sully - Morland. Em 1931 a Linha 7 se juntou ao trecho entre Place Monge e Porte de Choisy que fazia parte da Linha 10 e se estendeu a Porte d'Ivry. Em 1946 se estendeu a Mairie d'Ivry. Em 1967 o ramal de Pré-Saint-Gervais tornou-se a Linha 7 bis, aliviando o tráfego da Linha 7. Em 1979 se estendeu a Fort d'Aubervilliers. Em 1983 foi criado um novo ramal de Maison Blanche a Le Kremlin-Bicêtre. Em 1985 se estendeu a Villejuif - Louis Aragon. Em 1987 se estendeu a La Courneuve - 8 Mai 1945. A Linha 7 bis opera atualmente em conjunto com a Linha 7.

## Estações
- La Courneuve - 8 Mai 1945
- Fort d'Aubervilliers

Plano da linha.

- Aubervilliers - Pantin - Quatre Chemins
- Porte de la Villette
- Corentin Cariou
- Crimée
- Riquet
- Stalingrad
- Louis Blanc
- Château-Landon
- Gare de l'Est
- Poissonnière
- Cadet
- Le Peletier
- Chaussée d'Antin - La Fayette
- Opéra
- Pyramides
- Palais-Royal - Musée du Louvre
- Pont Neuf
- Châtelet
- Pont Marie
- Sully - Morland
- Jussieu
- Place Monge
- Censier - Daubenton
- Les Gobelins
- Place d'Italie
- Tolbiac
- Maison Blanche
- Le Kremlin-Bicêtre
- Villejuif - Léo Lagrange
- Villejuif - Paul Vaillant-Couturier
- Villejuif - Louis Aragon
- Porte d'Italie
- Porte de Choisy
- Porte d'Ivry
- Pierre et Marie Curie
- Mairie d'Ivry

## Extensão
Atualmente há projetos de extensão da Linha 7, ao norte, para Le Bourget.
A Linha 3 bis se juntará à Linha 7 bis.

## Turismo
A linha 7 atravessa Paris inteiramente de nordeste a sudeste e serve vários locais de animação, monumentos e áreas turísticas, sendo os principais:
- o Parc de la Villette, em particular a Cité des sciences et de l'industrie, La Géode e o Cinaxe (estação Porte de la Villette);
- a Rotonde de La Villette e o Canal Saint-Martin (estação Stalingrad).
- a Gare de l'Est (estações Gare de l'Est e Château-Landon);
- os Grands Magasins, em particular as Galeries Lafayette Haussmann e o Printemps (estação Chaussée d'Antin - La Fayette);
- a Ópera Garnier (estação Opéra);
- o Museu do Louvre (estação Palais-Royal - Musée du Louvre);
- a Pont Neuf e o Hôtel des Monnaies (estação Pont Neuf);
- a Place du Châtelet e seu bairro (estação Châtelet);
- as margens do Sena, ao sul do bairro do Marais e da Île Saint-Louis (estações Pont Marie e Sully - Morland);
- a parte oriental do Quartier Latin e as Arenas de Lutécia (estações Jussieu, Place Monge e Censier - Daubenton);
- a Place d'Italie e o bairro de Butte-aux-Cailles (estação Place d'Italie);
- o Bairro asiático de Paris, ao sul do 13.º arrondissement (estações Porte d'Italie, Porte de Choisy e Porte d'Ivry).